# Steven Taylor
Steven Vincent Taylor (Londen, 23 januari 1986) is een Engels voetballer die als centrale verdediger speelt. Hij tekende in augustus 2016 een contract bij Portland Timbers, dat hem transfervrij overnam van Newcastle United.

## Clubcarrière
Taylor stroomde door vanuit de jeugd van Newcastle United. Hiervoor maakte hij op 25 maart 2004 zijn debuut in het betaald voetbal, tijdens een wedstrijd in het toernooi om de UEFA Cup tegen RCD Mallorca. Hij was toen Newcastle's jongste debutant ooit in Europa en bleef dat tot Andy Carroll in 2006 zijn record verbrak. Drie dagen na zijn debuut speelde Taylor zijn eerste wedstrijd in de Premier League, tegen Bolton Wanderers. Hij mocht in het basiselftal beginnen als rechtsback. Hierbij verloor Taylor een bal aan Henrik Pedersen, die vervolgens het winnende doelpunt voor Bolton maakte. Dit was zijn enige optreden dat seizoen.
Taylor werd in het seizoen 2006/07 een vaste waarde bij Newcastle United. Hij maakte op 23 november 2006 zijn eerste doelpunt op het hoogste niveau, in een wedstrijd in de UEFA Cup tegen Celta de Vigo. Nooit speelde hij alle competitiewedstrijden in een seizoen. In 2007/08 kreeg hij speeltijd in 31 competitiewedstrijden, zijn persoonlijke record. Taylor speelde op 29 november 2014 zijn tweehonderdste competitieduel in dienst van Newcastle, een met 1–0 verloren partij uit bij West Ham United.
Taylor speelde dertien jaar voor Newcastle United, waarvan twaalf in de Premier League. Na een degradatie in het seizoen 2008/09, werd hij in 2009/10 kampioen in de Championship met de club. Hij degradeerde aan het eind van het seizoen 2015/16 voor de tweede keer in zijn carrière met Newcastle United. Nadat directe concurrent Sunderland op 11 mei 2016 won van Everton werd het voor Newcastle één speelronde voor het einde van de competitie onmogelijk om nog boven de degradatiestreep te komen.
Taylor tekende in augustus 2016 een contract bij Portland Timbers. Dat lijfde hem transfervrij in.

## Erelijst
| Kampioen Championship | 1x | 2009/10 |